# Communauté de communes Vienne et Creuse
La  Communauté de communes Vienne et Creuse était une communauté de communes française, située dans le département de la Vienne et la région Poitou-Charentes dissoute le 31 décembre 2012.

## Géographie

### Composition
Elle est composée des communes suivantes (7 du Canton de Dangé-Saint-Romain):
| Code Insee | Commune               | Maire             | Population 2007 | Superficie | Densité      |
| ---------- | --------------------- | ----------------- | --------------- | ---------- | ------------ |
| 86042      | Buxeuil               | Dominique Boireau | 925 hab.        | 11,96 km2  | 77 hab./km2  |
| 86092      | Dangé-Saint-Romain    | Nelly Merand      | 3 143 hab.      | 34,99 km2  | 90 hab./km2  |
| 86130      | Leugny                | Michel Jutan      | 438 hab.        | 15,74 km2  | 28 hab./km2  |
| 86183      | Les Ormes             | Guy Monjalon      | 1 557 hab.      | 24,22 km2  | 64 hab./km2  |
| 86186      | Oyré                  | Didier Millet     | 906 hab.        | 33,19 km2  | 27 hab./km2  |
| 86195      | Port-de-Piles         | Joseph Souhard    | 530 hab.        | 5,32 km2   | 100 hab./km2 |
| 86241      | Saint-Rémy-sur-Creuse | Yanick Chicot     | 405 hab.        | 12,94 km2  | 31 hab./km2  |

### Comparaison démographique
Comparaison de la population des communes membres en 2007

## Historique
- 31 décembre 2005 : Retrait de la commune de La Guerche
- 31 décembre 2012 : fusion avec la Communauté de communes Mâble et Vienne pour créer la Communauté de communes des Portes du Poitou

## Démographie
La communauté de communes Vienne et Creuse comptait 7 910 habitants (population légale INSEE) au 1er janvier 2007. La densité de population est de 57,2 hab./km2.

### Évolution démographique
| 1968  | 1975  | 1982  | 1990  | 1999  | 2007  | - | - | - |
| ----- | ----- | ----- | ----- | ----- | ----- | - | - | - |
| 6 238 | 6 786 | 7 337 | 7 662 | 7 699 | 7 910 | - | - | - |

### Pyramide des âges
| Hommes | Classe d’âge | Femmes |
| ------ | ------------ | ------ |
| 0,5    | 90 ans ou +  | 1      |
| 7,9    | 75 à 89 ans  | 10,4   |
| 13,5   | 60 à 74 ans  | 14,1   |
| 22,2   | 45 à 59 ans  | 21,8   |
| 21     | 30 à 44 ans  | 19,8   |
| 16,1   | 15 à 29 ans  | 15     |
| 18,9   | 0 à 14 ans   | 17,9   |

| Hommes | Classe d’âge | Femmes |
| ------ | ------------ | ------ |
| 0,5    | 90 ans ou +  | 1,5    |
| 7,2    | 75 à 89 ans  | 10,1   |
| 13,4   | 60 à 74 ans  | 13,9   |
| 20,7   | 45 à 59 ans  | 19,9   |
| 19,6   | 30 à 44 ans  | 18,8   |
| 20,8   | 15 à 29 ans  | 20     |
| 17,7   | 0 à 14 ans   | 15,9   |

## Politique communautaire

### Représentation

#### Présidents de la communauté de communes
| Période | Période  | Identité     | Étiquette | Qualité                             |
| ------- | -------- | ------------ | --------- | ----------------------------------- |
| 2008    | en cours | Guy Monjalon | PS        | Maire des Ormes, Conseiller général |

### Identité visuelle
|  | Logo de la Communauté de Communes |

## Administration
| Période                                  | Période  | Identité     | Étiquette | Qualité            |
| ---------------------------------------- | -------- | ------------ | --------- | ------------------ |
| ???                                      | en cours | Guy Monjalon | PS        | Conseiller général |
| Les données manquantes sont à compléter. |          |              |           |                    |

## Pour approfondir

## Sources
- SIR - Territoire/Communauté de communes
- Le SPLAF (Site sur la Population et les Limites Administratives de la France)
- La base ASPIC